# 奧布萊恩灣
66°18′S 110°32′E / 66.300°S 110.533°E
奧布萊恩灣（英語：O'Brien Bay）是南極洲的海灣，位於威爾克斯地，處於貝利半島和米歇爾半島之間，該海灣根據美國海軍拍攝的空中照片繪入地圖，現時由南極條約體系管理。